# 육아조직

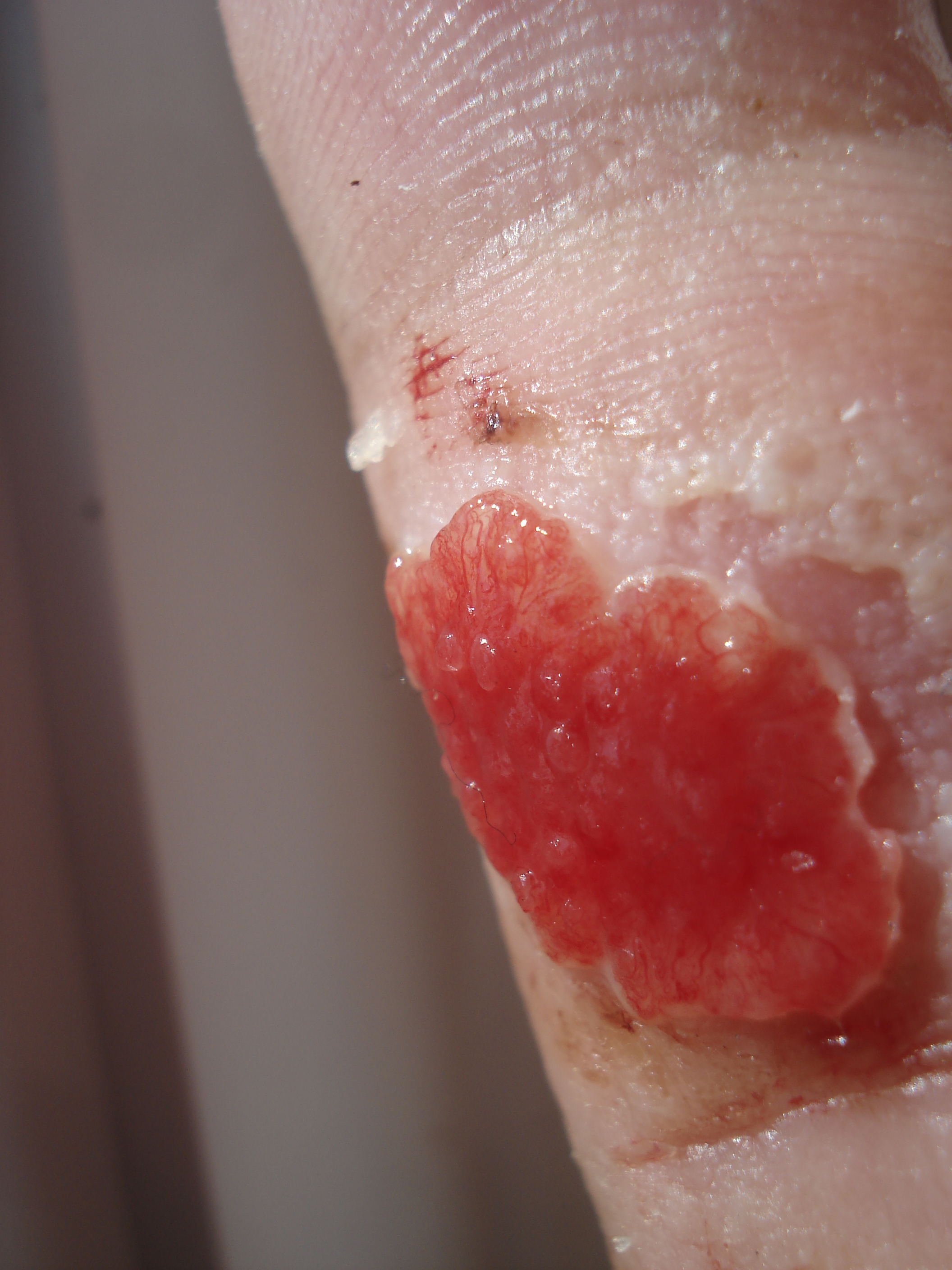
새살(육아)이 나온 손가락 단면의 육아 조직의 예.

육아조직(肉芽組織, granulation tissue)은 치료 과정 중에 상처의 표면에 형성되는 새로운 연결조직이자 미세 혈액 조직이다. 육아 조직은 상처 기반에서 보통 자라나며 상처 대부분의 크기를 채울 수 있다. 육아 조직의 예는 화농성육아종(고름육아종)과 치수용종에서 볼 수 있다.

## 모습
상처 치료 단계에서 육아 조직은 다음의 특징을 보인다.
- 선홍색 또는 어두운 분홍색.
- 부드럽고 축축함.
- 점출혈로 인해 겉으로 툭 튀어나와 보임.
- 건강할 경우 통증이 없음.[2]